# Stratosfære
Stratosfæren ((græsk):stratum for lag og sphaîra for kugle) er den del af atmosfæren, der overlejrer troposfæren. Det sker i 8 kilometers højde ved polerne voksende til 17 kilometers højde ved ækvator. I modsætning til troposfæren vokser temperaturen med højden i stratosfæren. Det skyldes ozonens nedbremsning af de ultraviolette stråler. Ved stratosfærens bund (tropopausen) er temperaturen ca. −50 °C, men vokser til +10 °C ved stratopausen.
Ozonlaget er en vigtig del af stratosfæren, Ozonen forhindrer UV-stråling fra Solen i skadelige mængder. Hvis Ozonlaget ikke absorberede noget af strålingen, ville det være farligt for Jordens nuværende biologiske miljø.
Stratosfæren udgør 19 % af atmosfærens luft og indeholder sporadisk vanddamp og støv. Højtgående fly og vejrballoner opererer i stratosfæren.
Den øverste del af Stratosfæren kaldes Stratopause og ligger i 40 kilometers højde fra Jordens overflade. Stratopausen er grænselaget til det næste lag mesosfæren, der starter i en højde af cirka 50 km.